# Morze przygląda się
Morze przygląda się (jap. Umi wa mite ita) – japoński film fabularny z 2002 roku w reżyserii Kei Kumai, zrealizowany na podstawie scenariusza Akiry Kurosawy.

## Obsada
- Misa Shimizu - Kikuno
- Nagiko Tōno - Oshin
- Masatoshi Nagase - Ryōsuke
- Miho Tsumiki - Okichi
- Michiko Kawai – Osono
- Kumiko Tsuchiya – Prostytutka
- Tenshi Kamogawa – Umekichi
- Yukiya Kitamura – Kenta
- Yumiko Nogawa – Omine
- Renji Ishibashi – Zenbei
- Hidetaka Yoshioka – Fusanosuke
- Takayuki Katō